# Bad Heilbrunn
Bad Heilbrunn là một đô thị ở huyện Bad Tölz-Wolfratshausen bang Bayern nước Đức. Đô thị Bad Heilbrunn có diện tích 40,32 km², dân số thời điểm ngày 31 tháng 12 năm 2006 là 3715 người.